# Nino Gulbani
Nino Gulbani (en georgiano: ნინო გულბანი, 28 de mayo de 2004) es una deportista georgiana que compite en judo. Ganó una medalla de oro en el Campeonato Europeo de Judo por Equipo Mixto de 2021.

## Palmarés internacional
| Campeonato Europeo por Equipo Mixto | Campeonato Europeo por Equipo Mixto | Campeonato Europeo por Equipo Mixto | Campeonato Europeo por Equipo Mixto |
| Año                                 | Lugar                               | Medalla                             | Categoría                           |
| ----------------------------------- | ----------------------------------- | ----------------------------------- | ----------------------------------- |
| 2021                                | Ufá (Rusia)                         | Medalla de oro                      | Equipo mixto                        |